# Figowiec pagodowy

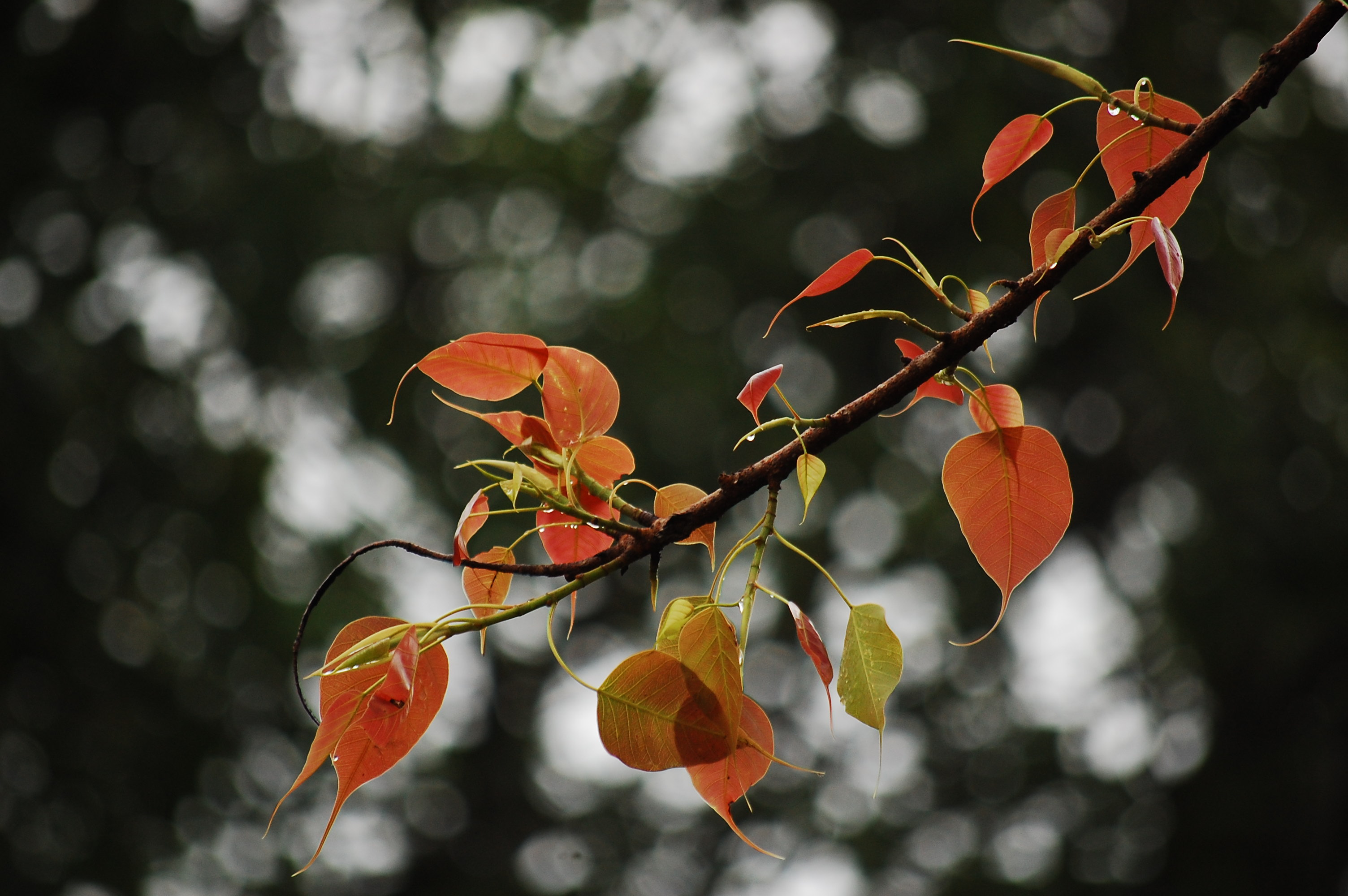
Młode liście są czerwonobrązowe

Figowiec pagodowy (Ficus religiosa) – gatunek roślin z rodziny morwowatych (Moraceae). Pochodzi z tropikalnych obszarów Azji (Bangladesz, Indie, Nepal, Pakistan, Indochiny).

## Morfologia
Jest szybko rosnącym drzewem z korzeniami powietrznymi, może osiągnąć wysokość do 30 metrów. W porównaniu do innych gatunków figowca ma bardzo miękkie liście. Podobne są kształtem do liści topoli. Uprawiany jako roślina doniczkowa figowiec pagodowy jest wyjątkowo podatny na zarażenie przędziorkiem owocowcem. Pochodzi z Półwyspu Indyjskiego i Sri Lanki.

## Znaczenie w hinduizmie
- W hinduizmie to drzewo jest symbolem wiedzy duchowej, wszechświata i trimurti[5]: korzeniom patronuje Brahma, pniowi Wisznu a gałęziom i liściom Śiwa[6].
- Literatura wedyjska uznaje to drzewo jako jadźńawrykszas, czyli za jeden z jedenastu gatunków drzew indyjskich, odpowiednich do wyrobu przyrządów stosowanych w trakcie ceremonii ogniowych jadźńa[7].
- Drzewo arasu (pipal) powiązane jest też z kultem Narajana, Dźanardany i pitrów[8]. Drzewa te są obiektami kultu i intencjonalnych okrążeń zwanych w hinduizmie aswattanarajanapradakszina przez pragnących potomstwa hindusów[9].
- Na trasie religijnej pielgrzymki hinduistycznej pańćakrośi wokół Varanasi, stare drzewo Ficus religiosa o znaczeniu kultowym znajduje się w obrębie murów świątyni Bhimaćandi Dewi w miejscowości Bhimachandi. Jest poświęcone bogowi Śiwie[10].
- Drzewo Ficus religiosa jest siedzibą bogini o imieniu Dasamata. W dni jej świąt kobiety miejskie, wiejskie jak i pochodzenia plemiennego gromadzą się przy takich drzewach, by odprawiać kolejno ceremonie pudźi[11]. Celem jest zapewnienie pomyślności mężowi i braciom a w dalszej kolejności całej rodzinie[12].

## Znaczenie w buddyzmie
- Przedstawicielem tego gatunku jest święte drzewo buddyzmu: Drzewo Bodhi, pod którym Budda miał osiągnąć oświecenie.
- Nagardżuna tantryk, mistrz buddyzmu Diamentowej Drogi żyjący w VIII w n.e., wielbiąc przez 12 lat jakszini zamieszkującą drzewo figowca, zyskał objawienie wiedzy o alchemii i nieśmiertelności[13].